# Ottorino Davighi
Monsignor Ottorino Davighi, conosciuto anche come don Ottorino o confidenzialmente don Rino (Salsomaggiore Terme, 10 novembre 1920 – Parma, 6 febbraio 1999), è stato un prete italiano parroco di Polesine Parmense e arciprete della Cattedrale di Fidenza.
A lui si ispirò lo scrittore Giovannino Guareschi, per la creazione del personaggio letterario di don Camillo.

## Biografia
Nato a Salsomaggiore, completò la propria formazione ecclesiastica presso il seminario maggiore di Parma, dove prese i voti e venne ordinato sacerdote. Nei primi mesi del secondo dopoguerra, la diocesi di Parma, lo inviò a Polesine Parmense, piccolo comune della bassa, dove gli fu assegnata la parrocchia locale. Fu proprio in quel periodo che lo scrittore Giovannino Guareschi (cattolico e fedele monarchico), iniziò a frequentare il giovane Don Rino, andando a trovare il prete ogni quindici giorni in bicicletta, dalla vicina Roncole Verdi per conversare di politica locale. In quegli anni, il comune di Polesine, era retto dalla fazione comunista, guidata dal sindaco Enzo Carini, militante del PCI. I costanti scontri ideologici tra Don Davighi e il sindaco Carini, seguiti dal continuo discordare tra la fazione della DC e quella del PCI iniziarono a delineare in Guareschi l'idea dei racconti di Don Camillo. Fu così che nel 1945, sul periodico di destra il "Candido", diretto da Giovannino Guareschi, uscì il primo racconto che aveva come protagonisti Don Camillo e Peppone. Nel periodo di sacerdozio a Polesine, la vita di Don Davighi, andò di pari passo come quella dei racconti di Guareschi, continuamente in alterco con il sindaco Carini; a Polesine Parmense coesistevano due squadre di calcio, quella della parrocchia e la “dinamo”, due cinema, quello parrocchiale e quello della casa del popolo, (ma un giorno il primo proiettò Lo spretato e il secondo Bernadette). Don Davighi fu parroco di Polesine per 15 anni, quando nel 1960 fu trasferito alla diocesi di Fidenza, dove venne nominato arciprete della Cattedrale. Nella sua nuova destinazione, monsignor Davighi si fece promotore della costruzione del campo sportivo dedicato a "Maria Ausiliatrice" e detto “Campetto dello Stirone” per i giovani e la fondazione della Corale "San Donnino Città di Fidenza", Corale del Duomo fidentino. Giunto in età anziana fu ospite della casa di riposo “Villa San Bernardo” di Parma, per i sacerdoti. È deceduto a Parma.

## Documentari
Monsignor Ottorino Davighi appare in diverse interviste del documentario L'Italia di Don Camillo, andato in onda su Canale5 nel luglio del 1998.

## Riconoscimenti
A Fidenza, dove fu arciprete per 30 anni, il consiglio comunale gli ha dedicato una via. Lo stesso nel comune di Polesine Parmense, dove curiosamente la via dedicata al sacerdote è perpendicolare alla strada intitolata allo storico sindaco e rivale Enzo Carini.